# Amen (gruppo musicale)
Gli Amen sono stati un gruppo musicale hardcore punk/alternative metal statunitense, formatosi a Los Angeles nel 1994. Sono spesso inseriti dai critici all'interno del movimento nu metal, anche perché contemporanei ad esso e per le sonorità molto simili. La band ha più volte cambiato formazione, nella quale ha avuto anche due dei membri superstiti degli Snot. Fino al 2024, l'unico membro rimasto della formazione originale è stato il cantante Casey Chaos.

## Storia
Gli Amen si formarono nel 1994 dalle ceneri del precedente gruppo hardcore punk Disorderly Conduct di Casey Chaos (a.k.a. Karim Chmielinski), che aveva precedentemente suonato anche come bassista nei Christian Death di Rozz Williams, e che unì Paul Fig (ex Wrathchild America ed Ugly Kid Joe), Shannon Larkin e Sonny Mayo (ex Snot), e John "Tumor" Fahnestock.
Il loro esordio fu con l'album Slave nel 1994, di cui furono stampate solo 2000 copie. Furono lanciati dal singolo Coma America, uscito nel 1999 ed estratto dall'album Amen dello stesso anno.
Nel 2000 il gruppo pubblicò We Have Come for Your Parents, il cui titolo invertiva quello di un celebre album del gruppo punk rock Dead Boys (We Have Come for Your Children) e che è l'album di maggiore successo del gruppo. Lo stile musicale del disco fu definito come "un incrocio tra metal e punk" e da esso furono estratti i singoli The Price of Reality, Too Hard to Be Free e The Waiting 18.
Il successivo Death Before Musick del 2004 fu il primo disco pubblicato dall'etichetta EatUrMusic fondata da Daron Malakian, amico della band. Con quest'ultimo, Casey Chaos fondò nel 2003 un gruppo musicale, erroneamente indicato come il primo nucleo degli Scars on Broadway. È autore di tutte le canzoni degli Amen, nonché coautore di B.Y.O.B. dei System of a Down, dall'album Mezmerize, anche se non compare nei crediti del booklet del CD. Nonostante non siano stati pubblicati album di inediti per molto tempo, l'attività live è proseguita ugualmente.
La morte di Chaos il 20 dicembre 2024, a causa di un grave attacco di cuore, ha di fatto messo fine all'esistenza della band.

## Formazione

### Formazione finale
- Casey Chaos
- John Fahnestock
- John King

### Ex componenti
- Paul Fig
- Shannon Larkin
- Sonny Mayo
- Matt Montgomery
- Rich Jones
- Acey Slade
- Scott Sorry
- Josh Hill
- Zach Hill
- Blake Plonsky
- Luke Johnson
- Joe Letz
- Nate Manor
- Jinxx
- Duke Decter
- Chris Alaniz

## Discografia

### Album in studio
- 1994 - Slave (Drag-U-La)
- 1999 - Amen (Roadrunner)
- 2000 - We Have Come for Your Parents (Virgin)
- 2004 - Death Before Musick (EatUrMusic/Columbia)

### Album live
- 2005 - Gun of a Preacher Man (Secret)

### Raccolte
- 2003 - Join, or Die (Refuse)
- 2005 - Pisstory, a Catalogue of Accidents/A Lifetime of Mistakes (Refuse)

### Singoli
- 1999 - Coma America (Roadrunner)
- 2000 - The Price of Reality (Virgin)
- 2001 - Too Hard to Be Free (Virgin)
- 2001 - The Waiting 18 (Virgin)
- 2004 - California's Bleeding (EatUrMusic/Columbia)

## Videografia
- 2004 - Caught in the Act (DVD, Secret)